# Pesti vármegyeháza
A pesti vármegyeháza klasszicista stílusú műemlék épületegyüttes Budapesten, az V. kerület, Városház utca 7. szám alatt. Pest vármegye közigazgatási központja, legfontosabb intézményeinek és vezető tisztségviselőinek székhelye. A Pest Vármegyei Önkormányzat és a Pest Vármegyei Kormányhivatal működik benne.
Felépítése óta a (vár)megye neve, területe, igazgatási rendszere sokat változott, de az épületegyüttes alapvető funkciója lényegében változatlan maradt. Az épületek külső részei nagyobb átalakítások nélkül maradtak fenn.

## A vármegyeháza felépítésének előzményei
Egy évvel a törökök Budáról történt kiűzése után, 1689-ben Pest-Pilis-Solt vármegye Budán, a mai Úri u. 19. szám alatti telken házat vásárolt székház céljára. A megyegyűlés azonban Pestet kívánta előnyben részesíteni Budával szemben, ezért 1697-ben Pesten megvásárolták Pachner hadbiztos viszonylag új, 1686 után épített házát, a jelenlegivel lényegében megegyező telekkel, szintén megyei székház számára. Az eredetileg négyszobás házat a 18. század folyamán többször bővítették, de az a következő század elejére így is szűknek bizonyult. A több évtizedre elnyúló építkezés megkezdését többek között a levéltár és a tömlöcök bővítésének szükségessége indokolta. Az építkezés megkezdése után, 1806-ban a budai házat eladták (az Eötvös család vásárolta meg). 
A reformkor idején Pest vármegye volt az első, mely létrehozott olyan megyei központot, ahol a megye legfőbb igazgatási testületei, továbbá a vezető tisztviselők szállásai is egy épületben kaptak helyet.

## A vármegyeháza épületegyüttese
Az épületegyüttes a Városház utca – Vármegye utca – Semmelweis utca és a Kamermayer tér által határolt telken helyezkedik el. Főhomlokzata nyugatra, a Városház utcára néz, a hátsó bejárati kapu a Semmelweis utcára nyílik.
A megyeháza 1804–1841 között, három részletben épült. A külső megjelenésében, építészeti megoldásaiban eltérő három épületrész harmonikus egységet alkot. Épületszárnyai három udvart fognak közre, amelyeket széles átjárók kötnek össze egymással.

### A legkorábbi, középső épületrész

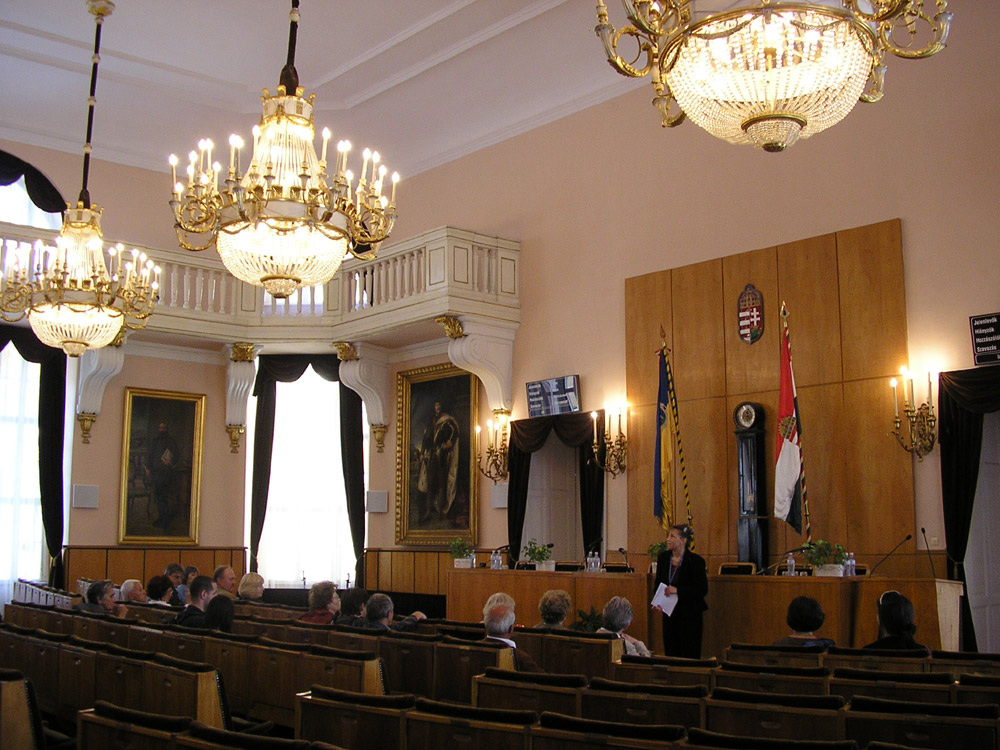
A díszterem, a megyei közgyűlés terme a középső épületrészben

Az elsőként elkészült középső épületrész Hild János tervei szerint épült 1804–1811 között. Ez magában foglalja a közgyűlési termet, valamint az egykori börtönszárnyat és börtönkápolnát is.
Ebben az épületrészben található a díszterem, itt ülésezik a megye közgyűlése. A díszterem eredeti formájában maradt ránk, csak a főváros ostroma idején elpusztult csillárokat kellett kicserélni. A mostani csillárok a Budai Várnegyedben lévő régi Országház díszterméből kerültek ide. Az elnöki emelvény mögött 1830-ban készült empire óra áll. Az óra negyedóránként diszkréten jelez, így figyelmezteti a felszólalókat az idő múlására. A megyegyűlések vendégei régen a körbe futó konzolos galérián foglaltak helyet, ma már a galéria statikai problémák miatt nem használható.
Az épületszárnyak közötti udvar oldalán börtöncellák voltak. A függőfolyosó alatt tábla emlékeztet arra, hogy: „Ez volt a Vármegyei Sedria (Törvényszék) akasztó udvara”. 1848-ig ezen az udvaron tartották a kivégzéseket. A halálraítélt rabot a tábla alatti, ma már befalazott ajtón vezették ki a tömlöcből. A megyei börtön 1921-ig volt az épületben.
Az átjáróból nyíló vasajtó mögött egykor börtönkápolna volt, majd a helyiség 1920-tól 2001-ig a levéltár díszterméül szolgált. Az udvaron Kossuth Lajos halálának 100. évfordulóján emléktáblát helyezett el a megye közgyűlése, ui. Kossuth 1847–48-ban a vármegye követe volt.

### A Semmelweis utcára néző épületrész
A Hofrichter József által tervezett és 1829-1832 között kivitelezett Semmelweis utcai rész eredetileg lakóháznak épült. Arányos, hangulatos kapualja az épület egyik legszebb dísze. A földszinten jobboldalt istálló és kocsiszín volt, baloldalt levéltár. A két emeleten alakították ki a vármegye fő tisztségviselőinek lakásait, melyeket az 1920-as években szüntettek meg, és alakítottak át irodává. 
Az udvar falán 1832-ben készült napóra, a sarkon egy 1936-ból származó vörösmárvány emléktábla látható, amelynek felirata félrevezető: „A vármegyeházának ez ódon falai nyögték a nagy szultánok világverő hadait, de látták Buda és Pest felszabadulását is az idegen járom alól 1686-ban”. Valójában a megyeháza telkének megvásárlásakor itt nem állt épület, ezek a falak az első nagyobb építkezés idején, 1805–1806-ban épültek. 
Az udvaron látható szobrokat a főváros ostroma után, romos pesti épületekből gyűjtötték össze és helyezték ide.

### A Városház utcai rész
Az 1838-as nagy árvíz idején a régi épület utcai frontja ledőlt, ezért le kellett bontani. Helyén épült fel 1839–1841 között Zitterbarth Mátyás tervei alapján a megyeháza nyugati, Városház utcára néző épületszárnya. Építésekor a Pesti Szépítő Bizottmány az épület homlokzatát kb. 2 m-rel hátrább helyeztette, hogy az utca szélesebb legyen, de az elvett területet a Kamermayer Károly tér felé eső részen pótolta.

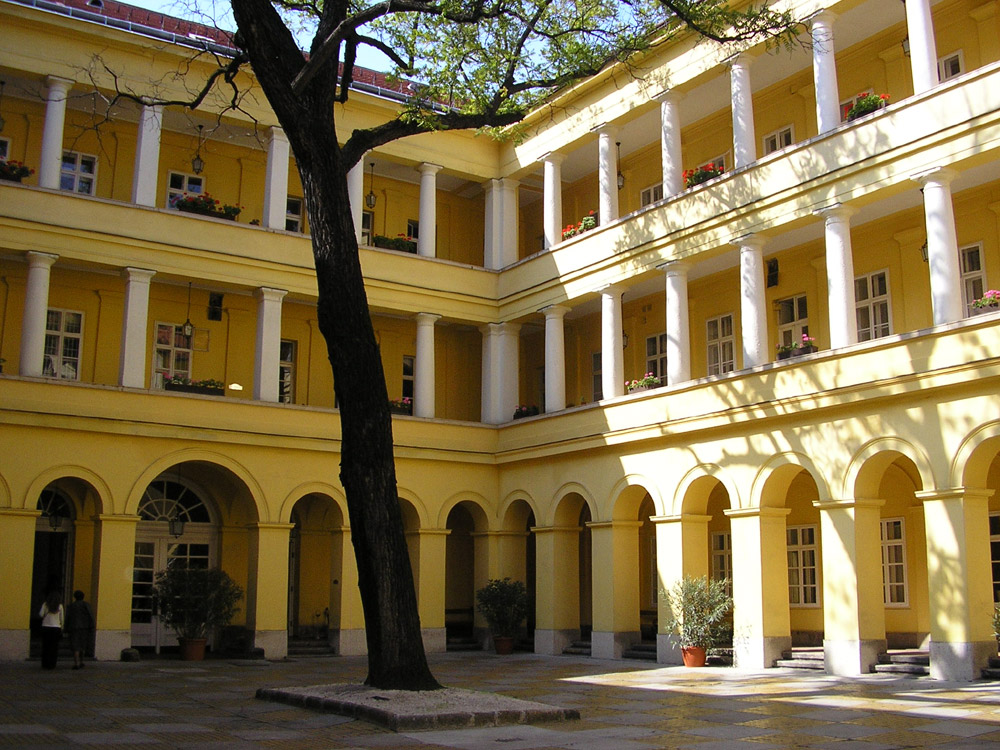
A klasszicista díszudvar

A kétemeletes épület palotaszerűen kiképzett főhomlokzatát a földszinten ívsor, az emeleti szinteken hat korinthoszi oszlop és fölötte timpanon díszíti, amelyben a megye oroszlános címerét helyezték el. Az utcáról oszlopokkal tagolt háromhajós kapubejárójába jutunk, ahonnan oszlopos, díszes márvány lépcsőház vezet az emeletre. Az első emelet bal sarkán volt az alispáni szoba, ez napjainkban a megyei közgyűlés elnökének szobája. Az emelet többi részén a megye vezetőinek irodái, a második emeleten a Közigazgatási Hivatal irodái találhatók, a földszinten megyei intézmények kaptak helyet. 
A kapubejáró a díszudvarba torkollik (első udvarnak is hívják). A földszint árkádjai feletti két felső szinten nyitott, oszlopokkal tagolt folyosó fut körbe. A megyeházának ez az épületszárnya főhomlokzatával, oszlopos díszudvarával a magyarországi klasszicista építészet egyik legszebb alkotása.